# Philéas
Philéas est un prénom masculin français d’origine grecque (du grec Φιλέας, de φιλεῖν phileïn, « aimer »).

## Variantes linguistiques
- allemand : Phileas
- anglais : Phileas
- espagnol : Fileas
- grec : Φιλέας
- italien : Filea
- néerlandais : Phileas
- russe : Филе́й, Филе́ас